# الک ریور (آیداهو)
الک ریور(به انگلیسی: Elk River) شهری در شهرستان کلیرواتر ایالت آیداهو است که جمعیت آن در سرشماری سال ۲۰۱۰ میلادی ۱۲۵ نفر بوده است.